# عبد الرزاق محمد (سياسي)
السير عبد الرزاق محمد (بالأردية: عبد الرزاق محمد؛ 1 أغسطس 1906"ولد في الهند" - 8 مايو 1978) كان وزيرًا موريشيوسيًا كبيرًا سابقًا في حكومة موريشيوس قبل وبعد الاستقلال.

## النشأة
ولد عبد الرزاق محمد في عائلة تجارية ثرية من شعب ميمون في كلكتا، الهند البريطانية عام 1906. كان والده خان بهادور الحاج زكريا محمد يعمل في تجارة استيراد وتصدير السكر. هاجر عبد الرزاق إلى موريشيوس حيث وصل في 16 نوفمبر 1928 في عمر يناهز 22 عامًا. وعاد إلى كلكتا حيث تزوج من إمرأة تدعى مريم قبل أن يعود إلى موريشيوس. أنجبت مريم لهُ 4 أطفال (أمينة، زكريا الذي توفي عن عمر 3 سنوات، زهرة وسلمى. في عام 1932 تزوج عبد الرزاق من امرأة كريولية تدعى غيسلين دوكاس كان قد التقى بها في إحدى دروس الرقص. غيّرت غيسلين اسمها إلى زينب وأنجبت منهُ 6 أبناء (يوسف، فاطمة، عبد الرحيم، عائشة، عبد الرشيد وإسماعيل). قبل دخوله السياسة كان رجل أعمال وتاجرًا معروفًا في كاتر بورن.
ابنته آمنة إبراهيم تزوجت في كلكتا بالهند. ويعيش أبناؤها ناصر إبراهيم ويعقوب إبراهيم الآن في كلكتا. نجل عبد الرزاق يوسف محمد محامٍ أُنتخب لولاية واحدة (1976 إلى 1979) لعضوية مجلس الأمة حيث شغل منصب وزير. وكان يوسف أيضًا سفيرًا في مصر. حفيد عبد الرزاق شكيل محمد هو أيضًا محامٍ كان عضوًا في مجلس النواب وشغل منصب وزير من 2010 إلى 2014. توفي عبد الرزاق محمد في روز هيل في 8 مايو 1978.

## الحياة السياسية
خلال رحلة عمل إلى كولومبيا التقى عبد الرزاق بمولانا عبد العليم صديقي الذي دعاه إلى موريشيوس في عام 1938. وبحلول عام 1939، كان مولانا صديقي قد هاجر إلى موريشيوس ونصح عبد الرزاق بالمشاركة في السياسة المحلية. لم يكن دخوله الأول في السياسة عام 1940 ناجحًا. ولكن في عام 1946 أُنتخب عبد الرزاق محمد عضوًا في المجلس البلدي لبورت لويس عضوًا مستقل. ثم أُنتخب عمدة لمدينة بورت لويس في الأعوام 1949 و1953 و1956.
في أوائل الأربعينيات من القرن الماضي، دافع عن قضية حقوق جميع مواطني موريشيوس من المسلمين والهندوس، حيث لم يُسمح لمعظمهم بالتصويت حتى عام 1948. وفي اللجنة الاستشارية لعام 1945 لمراجعة الدستور التي أنشأها الحاكم دونالد ماكنزي كينيدي، أُقترح نظام انتخابي جديد يخصص ما لا يقل عن 50% من مقاعد مجلس الحكومة للهنود الموريشيوسيين. كان دستور عام 1882 لا يزال ساريًا، وجعل من المستحيل تقريبًا انتخاب أي مواطن من أصل هندي من موريشيوس عن طريق التصويت. وعلى الرغم من أنه كان مرشحًا في انتخابات عام 1948، إلا أنه لم يُنتخب عن دائرة بورت لويس الانتخابية.
ومع ذلك، بحلول الخمسينيات من القرن الماضي، قام عبد الرزاق بتحويل ولاءه بعيدًا عن حزب العمل وانضم إلى حزب التجمع الجديد لموريسيان الذي شُكل في عام 1953 على يد جول كونيغ. وأوضح في أحد اجتماعاته العامة أن الأقليات مثل المسلمين ستكون محمية بشكل أفضل من التهديد المتزايد للهيمنة الهندوسية خاصة مع التغييرات الدستورية الوشيكة. ونظراً لأن التجمع الموريسيان كان يدعي أنه حاجز وطني لمنع الأقليات من الغرق، فقد كرس محمد نفسه بالكامل لقضية جول كونيغ. باستخدام منصة Ralliement Mauricien، هاجم عبد الرزاق حزب العمل وخاصة زعيمه المؤسس الدكتور سيووساغور رامغولام. واتهم محمد رامغولام علانية بدعمه القوميين الهندوس. وفي اجتماع عام عام 1955 حذر من أن المسلمين لن يتم استخدامهم كنقطة انطلاق لتعزيز أهداف السياسيين الآخرين وخاصة فيما يتعلق بقضية الاستقلال المتنامية عن إنجلترا الاستعمارية. وذكرت الصحافة المحلية أن محمد يعتقد أن "المسلمين لا يريدون الاستقلال الذي بموجبه سيهيمن رامغولام علينا جميعًا". رُشح لأول مرة للمجلس التشريعي عام 1953 عضوًا عن حزب "التجمع الموريسيان" بزعامة جول كونيغ في دائرة بورت لويس الانتخابية بوصفه عضو رابع، وفيه 3 مرشحين من حزب العمال (غي روزيمونت، ورينجانادن سينيفاسن و إدغار ميلين) وحصل عبد الرزاق على أكبر عدد من الأصوات.